# Discoplax rotunda
Discoplax rotunda is een krabbensoort uit de familie van de Gecarcinidae. De wetenschappelijke naam van de soort is voor het eerst geldig gepubliceerd in 1824 door Quoy & Gaimard.